# Ка Де Фабри (Болоња)
Ка Де Фабри (итал. Cà Dè Fabbri) је насеље у Италији у округу Болоња, региону Емилија-Ромања.
Према процени из 2011. у насељу је живело 1849 становника. Насеље се налази на надморској висини од 16 м.